# Wydział Nauk Pedagogicznych Akademii Pedagogiki Specjalnej im. Marii Grzegorzewskiej w Warszawie
Wydział Nauk Pedagogicznych Akademii Pedagogiki Specjalnej im. Marii Grzegorzewskiej w Warszawie – jeden z dwóch wydziałów Akademii Pedagogiki Specjalnej im. Marii Grzegorzewskiej w Warszawie. Jego siedziba znajduje się przy ul. Szczęśliwickiej 40 w Warszawie.

## Struktura
- Instytut Pedagogiki Specjalnej
- Instytut Pedagogiki
- Instytut Edukacji Artystycznej
- Instytut Wspomagania Rozwoju Człowieka i Edukacji[1]

## Kierunki studiów
- Pedagogika specjalna
- Interdyscyplinarne studia nad niepełnosprawnością
- Pedagogika
- Edukacja artystyczna w zakresie sztuk plastycznych[1]

## Władze
Dziekan: dr hab. Maciej Tanaś, prof. APS
Prodziekan: dr Ewa Bilska
Prodziekan: dr Dorota Jankowska
Prodziekan: dr Sylwia Galanciak